# Schimpera arabica
Schimpera arabica là một loài thực vật có hoa trong họ Cải. Loài này được Hochst. & Steud. miêu tả khoa học đầu tiên.